# 萬隆天主教大學
萬隆天主教大學（Universitas Katolik Parahyangan），簡稱UNPAR，是印度尼西亚一所私立大學、天主教大學。校園位於西爪哇省的首府萬隆。

## 概要
UNPAR現有7個學院、16個學系，皆獲政府核可設立。近年學生已逾1萬人，畢業生超過2000人。
根據《Human Resources & Labor Review》的大學排名，UNPAR排名印尼第8、世界第350至400名之間。

## 沿革
- 1955年

8月：創立「萬隆社經高等學院」（Parahyangan Socio-Economic Institution of Higher Learning，今UNPAR經濟學院）
9月15日：更名「萬隆天主教高等學院」（Parahyangan Catholic Institution of Higher Learning）
- 1960年：增設工程學院
- 1961年：

增設社會與政治科學學院
印尼政府為私立大學立法
- 1962年：更名「萬隆天主教大學」

## 學院
- 經濟學院
- 工程學院
- 社會與政治科學學院
- 法學院
- 哲學院
- 工業與技術學院
- 資訊科技學院

## 註腳
6°52′30″S 107°36′20″E / 6.8750278°S 107.6055°E